# Henry Ingalls
Henry Ingalls (* 1819 in Wiscasset, Maine; † 1896 ebenda) war ein US-amerikanischer Anwalt und Eisenbahnunternehmer.

## Leben
Der Hafen von Wiscasset, der Heimatstadt Ingalls', benötigte dringend eine gute Verkehrsanbindung, um weiterhin konkurrenzfähig zu sein. Er gründete daher 1854 die Kennebec and Wiscasset Railroad, um Wiscasset an das Eisenbahnnetz anzuschließen. Nach mehreren Umbenennungen der Bahngesellschaft, deren Präsident Ingalls bis 1893 war, konnte erst 1895, ein Jahr vor Ingalls' Tod, der Verkehr auf der eher unbedeutenden Strecke aufgenommen werden.
Außerdem war Ingalls Präsident der Anwaltskammer des Supreme Court in Lincoln County sowie der First National Bank of Wiscasset. Er war einer der vom Vorstand ernannten Direktoren des Maine General Hospital. Zudem war er ein stellvertretender Direktor der World's Columbian Commission, einer Kommission zur Ausrichtung einer Weltausstellung anlässlich der Feierlichkeiten zum 400. Jahrestag der Landung von Kolumbus in Amerika.